# U-458
Unterseeboot 458 foi um submarino alemão do Tipo VIIC, pertencente a Kriegsmarine que atuou durante a Segunda Guerra Mundial.

## Comandantes
| Comandante          | Data                                          |
| ------------------- | --------------------------------------------- |
| Kptlt. Kurt Diggins | 12 de dezembro de 1941 - 22 de agosto de 1943 |

## Subordinação
Durante o seu tempo de serviço, esteve subordinado às seguintes flotilhas:
| Período                                      | Flotilha                                   |
| -------------------------------------------- | ------------------------------------------ |
| 12 de dezembro de 1941 - 30 de junho de 1942 | 8. Unterseebootsflottille (treinamento)    |
| 1 de julho de 1942 - 31 de outubro de 1942   | 3. Unterseebootsflottille (serviço ativo)  |
| 1 de novembro de 1942 - 22 de agosto de 1943 | 29. Unterseebootsflottille (serviço ativo) |

## Operações conjuntas de ataque
O U-458 participou das seguinte operações de ataque combinado durante a sua carreira:
- Rudeltaktik Tümmler (1 de outubro de 1942 - 11 de outubro de 1942)